# Лопшеньга (деревня)
Лопшеньга (Лобшанга, Лапшеньга) — деревня в Приморском районе Архангельской области. Входит в состав Пертоминского сельского поселения. С 2004 по 2015 год была центром муниципального образования «Лопшеньгское».

## География
Деревня расположена на Летнем берегу Онежского полуострова у Белого моря.
К юго-западу от деревни находится озеро Лопшеньгское, на северо-западу — озёра Гнидинские. К северу от деревни находится аэродром Лопшеньга.

## История
В 1928—1929 годах местные жители сформировали рыболовецкую артель в которой работало 7 семей.
В 1933 году образовался сельскохозяйственный колхоз, а рыболовецкий колхоз был уже полностью скомплектован.
В 1937 году в Лопшеньгу впервые прилетел самолёт для эвакуации роженицы. С этого момента начинается история воздушного сообщения на Онежском полуострове и северной санитарной авиации. В 1965 году в селе на постоянной основе работает аэродром местной авиации. В 2020 году он осуществлял два рейса в неделю.
5 сентября 2020 года в Лапшеньге открылся первый в России музейно-этнографический комплекс «Воздушные причалы Белого моря». Для этого в здании деревенского аэровокзала был проведён капитальный ремонт. В музее работают интерактивные тематические зоны, воссоздающие облик помещений аэровокзала 1960-1980-х годов: «Касса», «Буфет», «Комната матери и ребёнка», «Забытые вещи» и другие. Музей создан на основе сельского аэродрома местной авиации, который с 1965 года регулярно принимает рейсы местных авиалиний. В экспозицию музея входит самолёт Ан-2. В планах создание авиационных туристических маршрутов в живописные места Прионежья. Проект «Воздушные причалы Белого моря» стал победителем всероссийского конкурса «Музей 4.0», его поддержали два благотворительных фонда, и в том числе Фонд президентских грантов.

## Население
| 2002 | 2010 | 2012 |
| ---- | ---- | ---- |
| 288  | ↘215 | ↗255 |

Численность населения деревни, по данным Всероссийской переписи населения 2010 года, составляла 215 человек, в 2002 году — 284 человек (поморы — 87 %).

## Инфраструктура
- ФАП
- Школа с интернатом для учащихся из Яреньги
- Лопшеньгский храм
- аэродром местных авиалиний[5]

### Карты
- Топографическая карта Q-37-25_26.
- Лопшеньга. Публичная кадастровая карта